# Jan Eriksson (ishockeyspelare, född 1956)
Jan "Lill-Janne" Eriksson, född 17 september 1956 i Stockholm, är en svensk före detta ishockeyspelare. Under sin spelarkarriär tog Eriksson bland annat två SM-guld med Brynäs IF, som dessutom var hans moderklubb. Eriksson spelade aldrig i svenska ishockeylandslaget, men spelade två matcher med svenska juniorlandslaget under säsongen 1975/76.

## Klubbar
| Klubb         | Hockeyliga                | Tidsperiod      | Ref   |
| ------------- | ------------------------- | --------------- | ----- |
| Brynäs IF     | Division I och Elitserien | 1973/74–1978/79 | [ 1 ] |
| Södertälje SK | Division 1 och Elitserien | 1979/80–1982/83 | [ 1 ] |
| Ambrì-Piotta  | NLB                       | 1983/84         | [ 1 ] |
| Frölunda HC   | Division 1                | 1984/85–1985/86 | [ 1 ] |
| IK Tälje      | Division 2                | 1986/87         | [ 1 ] |